# Traanbeen
Het traanbeen of os lacrimale is het kleinste en meest breekbare been van de menselijke schedel. Het been maakt deel uit van de oogkas. Het heeft twee oppervlaktes en vier grenzen.
Het traanbeen grenst aan vier botten: twee van de hersenschedel (voorhoofdsbeen en zeefbeen) en twee van de aangezichtschedel (het bovenkaakbeen en de onderste neusschelp).